# Terry O'Quinn
Terrance "Terry" O'Quinn (født Terrance Quinn 15. juli 1952) er en amerikansk skuespiller, kendt fra bl.a. Lost og Alias.